# Mathieu Dumas
Guillaume Mathieu Dumas, född 23 november 1753, död 16 oktober 1837, var en fransk militär, från 1810 greve.
Dumas deltog i amerikanska frihetskriget, anslöt sig vid dess utbrott genast till franska revolutionen och blev 1791 generalmajor. Som medlem av lagstiftande församlingens högerflygel måste Dumas fly 1793 men återvände efter skräckväldet. 1805 blev han generallöjtnant, utmärkte sig i slaget vid Austerlitz och var en tid Josef Bonapartes krigsminister i Neapel.